# Phelsuma cepediana
Phelsuma cepediana là một loài thằn lằn trong họ Gekkonidae. Loài này được Milbert mô tả khoa học đầu tiên năm 1812.

## Hình ảnh

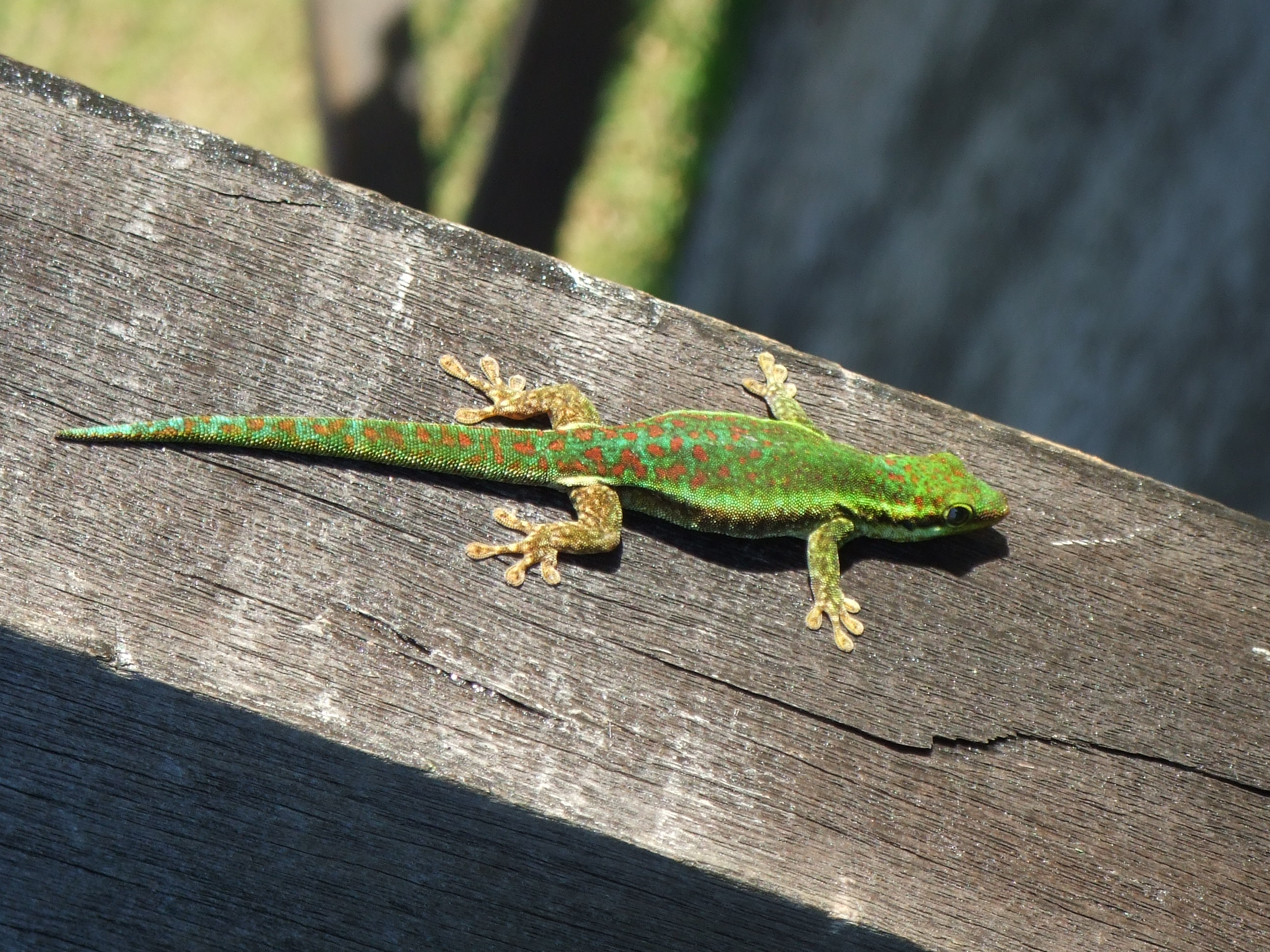
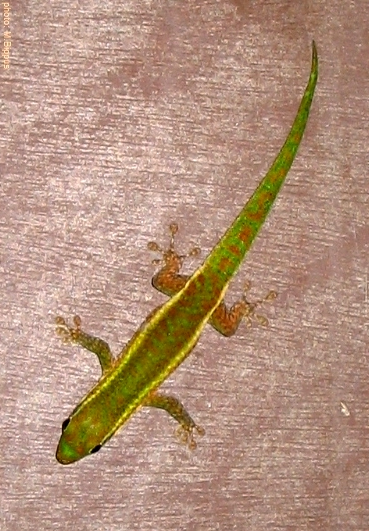
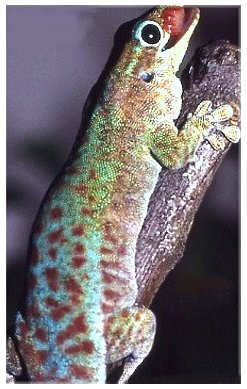